# Kamalamai
Kamalamai (nep. कमलामाई)  – miasto w środkowo-południowym Nepalu; w prowincji numer 3. Według danych szacunkowych na rok 2011 liczyło 41 117 mieszkańców .